# Shuttle Carrier Aircraft
De Shuttle Carrier Aircraft (SCA's) waren twee verbouwde Boeing 747-vliegtuigen die NASA gebruikte om spaceshuttles die niet op Kennedy Space Center geland waren van de landingsplek op te halen en terug te brengen naar Florida. Om de spaceshuttle aan de SCA te koppelen werd gebruikgemaakt van een zogeheten Mate-Demate Device (MDD). Een van de SCA's was een 747-100, de andere was een iets kleinere 747-100SR.
Een spaceshuttle is een zweefvliegtuig: hij kan op aarde landen maar niet zelfstandig opstijgen en niet een lange afstand afleggen. Daarom is een SCA nodig om de shuttle te vervoeren.
De SCA heeft bevestigingspunten op het dak. Het toestel heeft een actieradius van ongeveer 10.000 km, maar met een spaceshuttle op het dak is dat gereduceerd tot 2000 km.
De NASA-905, een van de SCA’s, staat sinds 2016 tentoongesteld in het Space Center Houston met de shuttlereplica Independence op haar rug.

## Media

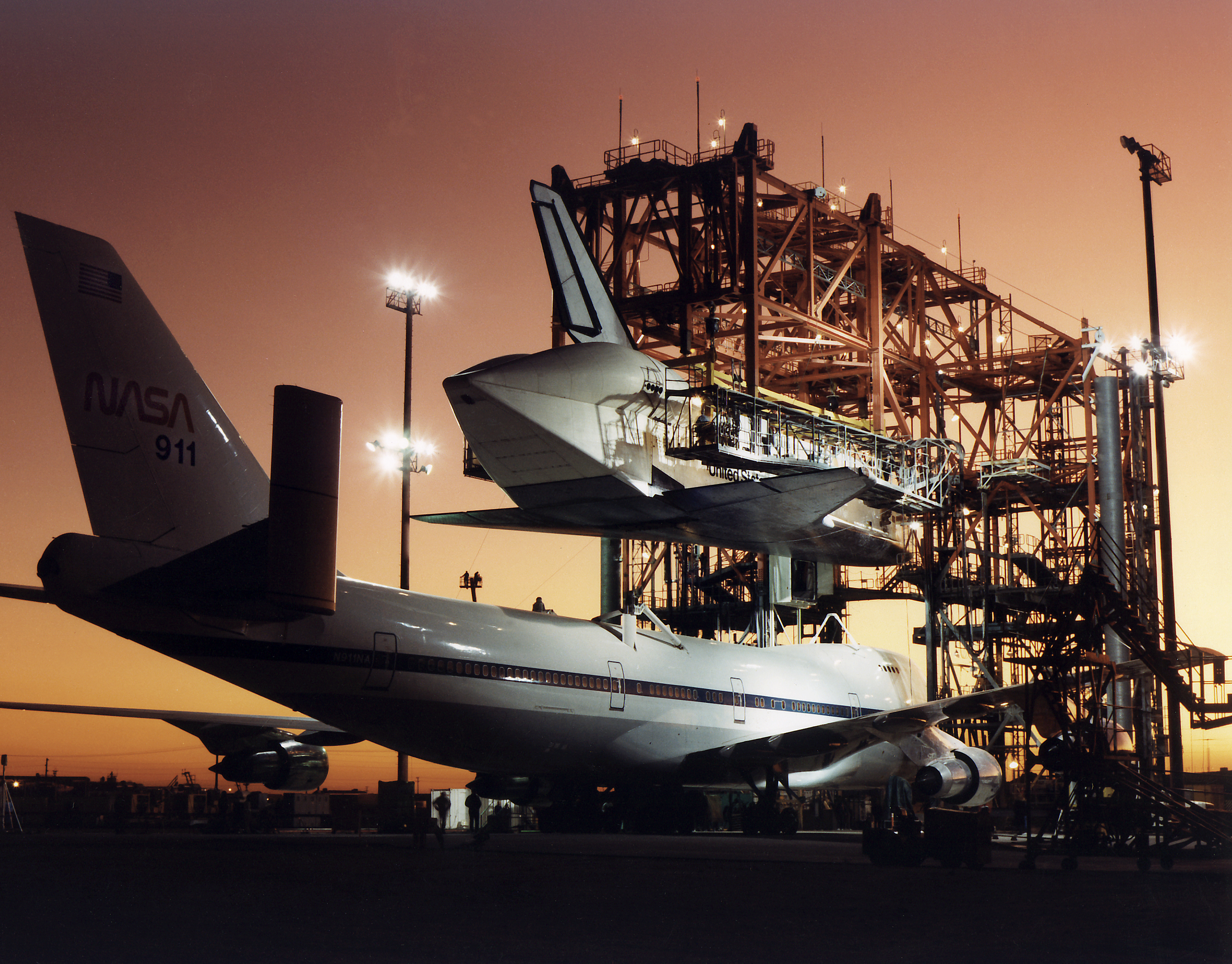
SCA nadert de Endeavour die klaarstaat bij de MDD, april 1994
- SCA wordt gekoppeld aan de Endeavour via de MDD, april 1994
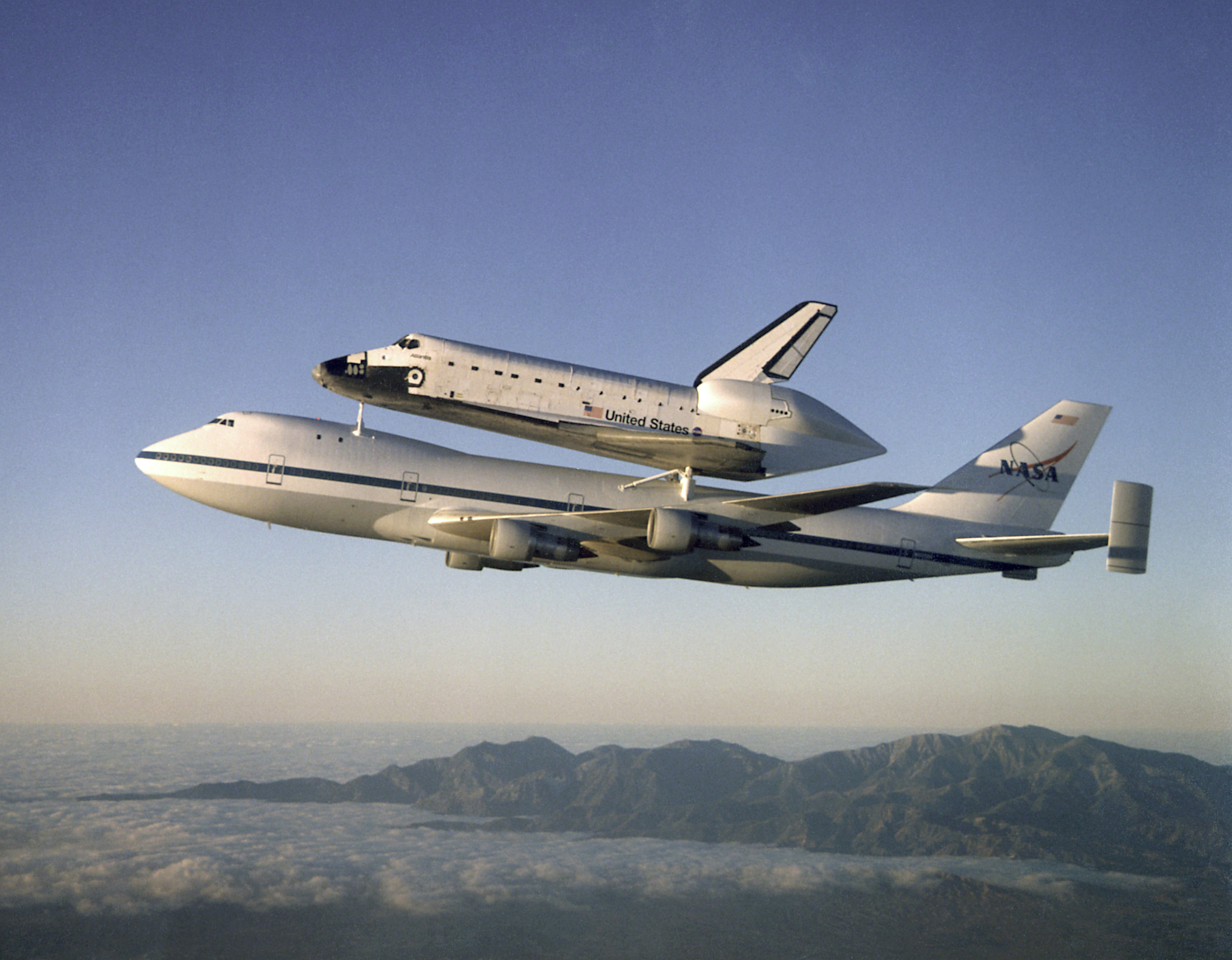
Opstijgen en landen van een SCA, 1992
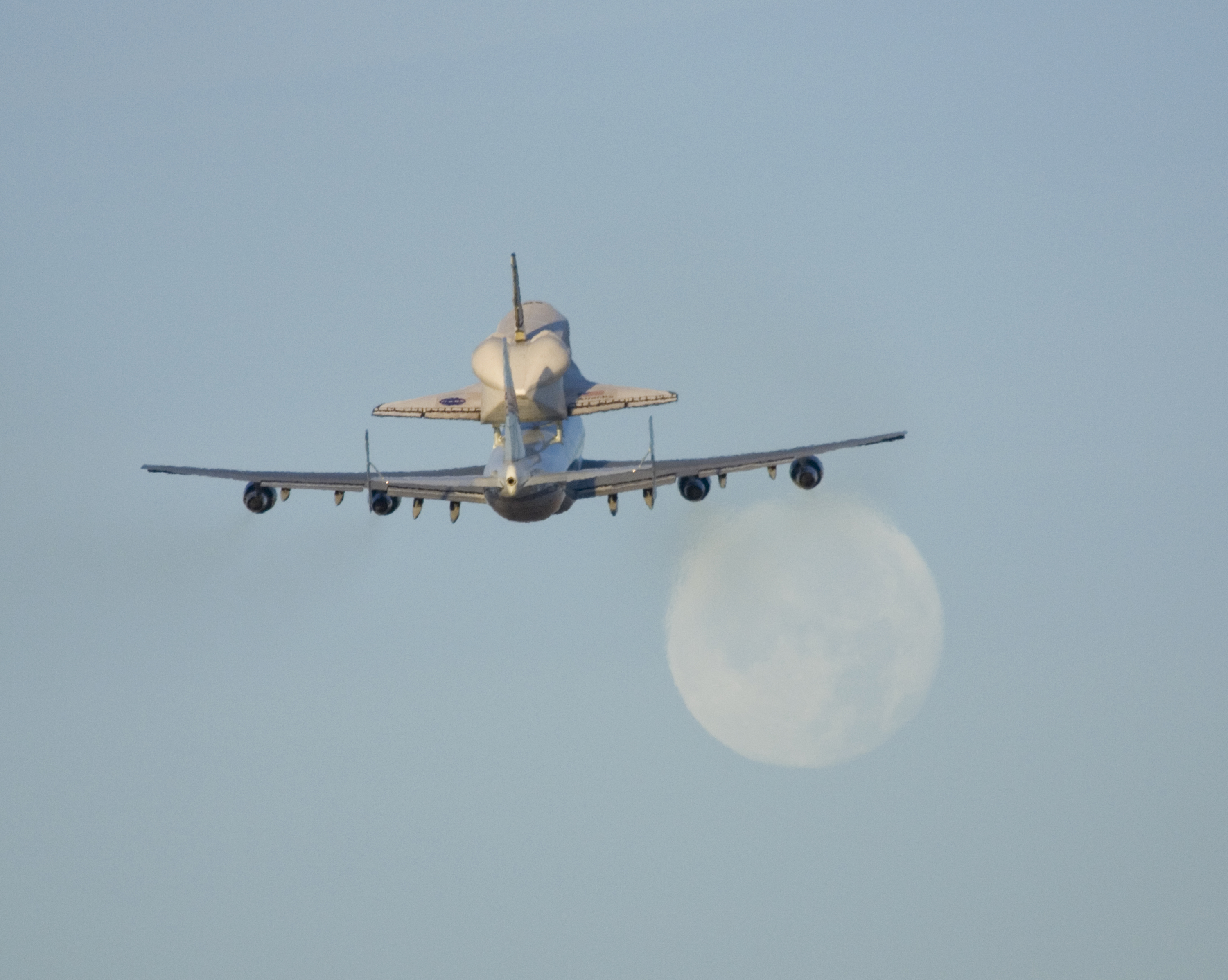
Het opstijgen van een SCA met op zijn rug de Enterprise
- Atlantis en SCA in de MDD
- Atlantis op een SCA
- Atlantis op een SCA
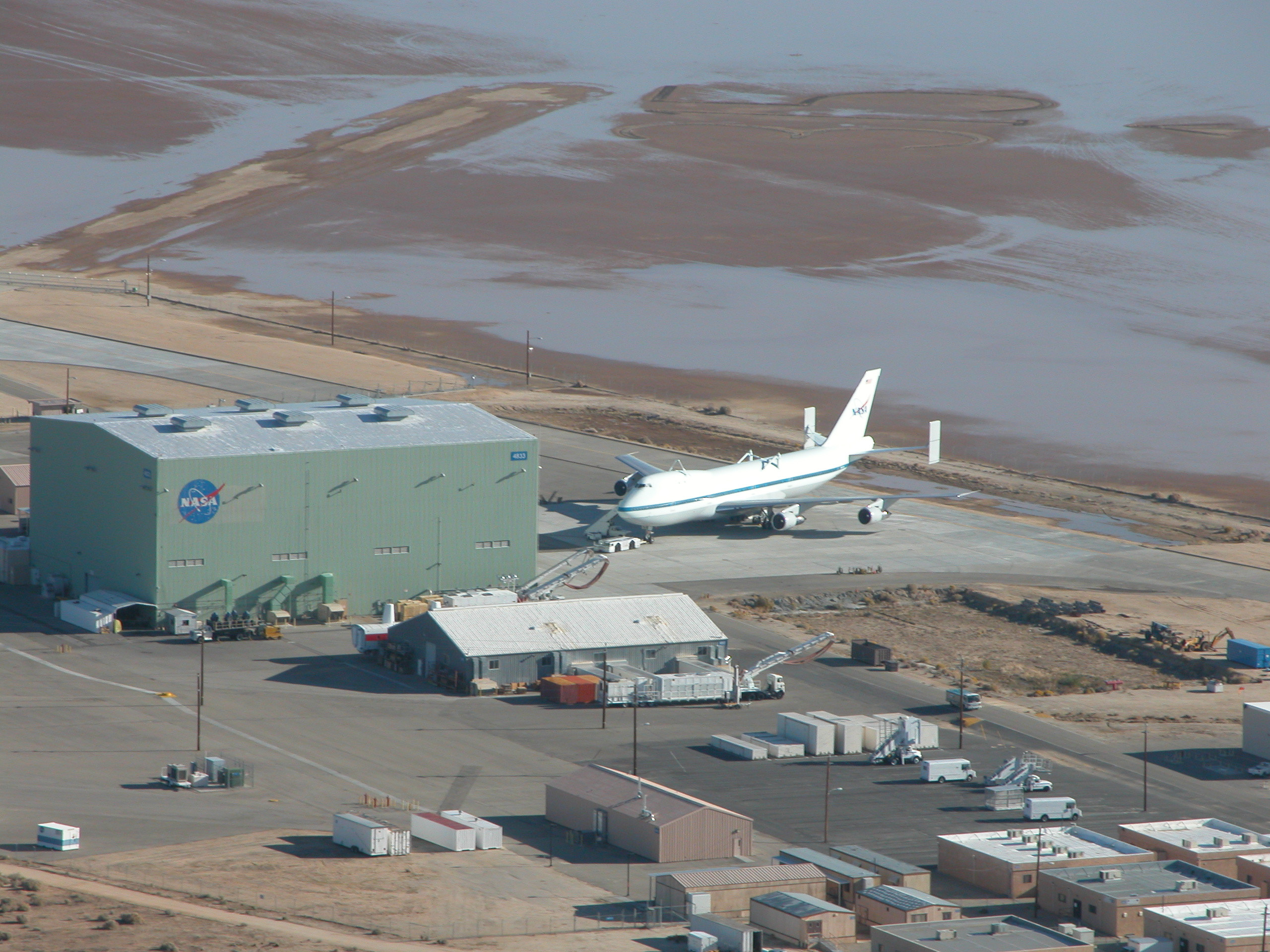
SCA op Dryden Flight Research Center
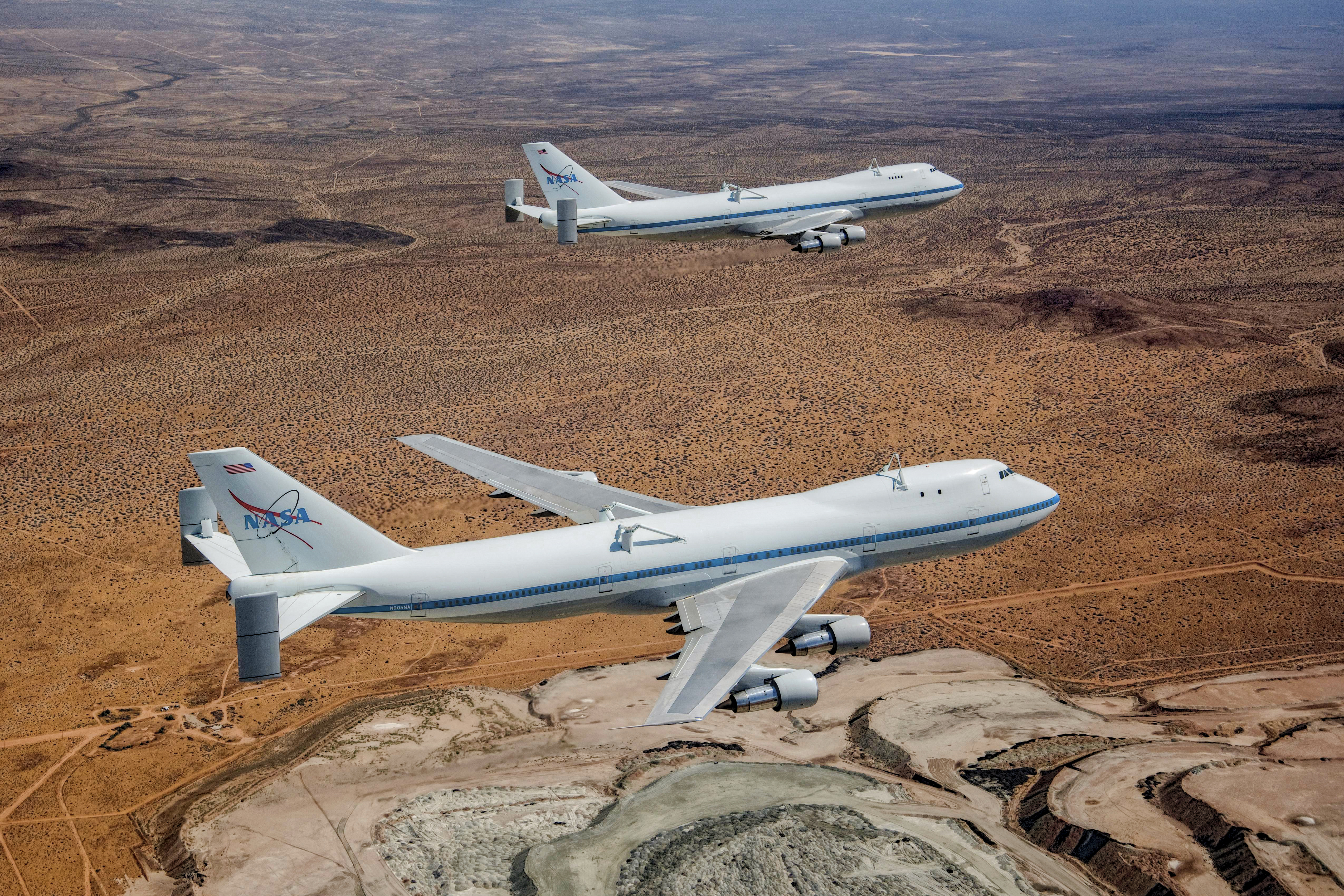
de twee Carrier Aircraft: 905 (voor) en 911 (achter)